# Bøur
Bøur (IPA: [ˈbøvʊɹ], danska: Bø) är en ort på Färöarna, belägen på den västra delen av ön Vágar i Sørvágurs kommun 4 kilometer väst om Sørvágur. Bøur har 69 invånare (2015) och har postnumret FO 386.
Bøur är en liten ort på västsidan av Vágar på den norra delen av Sørvágsfjørður. Härifrån kan man få en vy över havet och den bergiga holmen Tindhólmur med dess många toppar, Gáshólmur och de två "drangar" (höga, spetsiga klipptoppar från havet). Dessa motiv finns illustrerade på många målningar och fotografier.
De gamla husen i orten är sammankopplade med små vägar mellan dem, och i väst finns en gammal kyrka från 1865.

## Befolkningsutveckling
| Befolkningsutvecklingen i Bøur 1985–2015 | Befolkningsutvecklingen i Bøur 1985–2015 | Befolkningsutvecklingen i Bøur 1985–2015 | Befolkningsutvecklingen i Bøur 1985–2015 | Befolkningsutvecklingen i Bøur 1985–2015 |
| ---------------------------------------- | ---------------------------------------- | ---------------------------------------- | ---------------------------------------- | ---------------------------------------- |
|                                          |                                          |                                          |                                          |                                          |
| År                                       |                                          |                                          | Folkmängd                                |                                          |
| 1985                                     | 1985                                     |                                          | 61                                       |                                          |
| 1990                                     | 1990                                     |                                          | 60                                       |                                          |
| 1995                                     | 1995                                     |                                          | 62                                       |                                          |
| 2000                                     | 2000                                     |                                          | 58                                       |                                          |
| 2005                                     | 2005                                     |                                          | 73                                       |                                          |
| 2010                                     | 2010                                     |                                          | 73                                       |                                          |
| 2015                                     | 2015                                     |                                          | 69                                       |                                          |
|                                          |                                          |                                          |                                          |                                          |